# Museum für Deutsche Geschichte

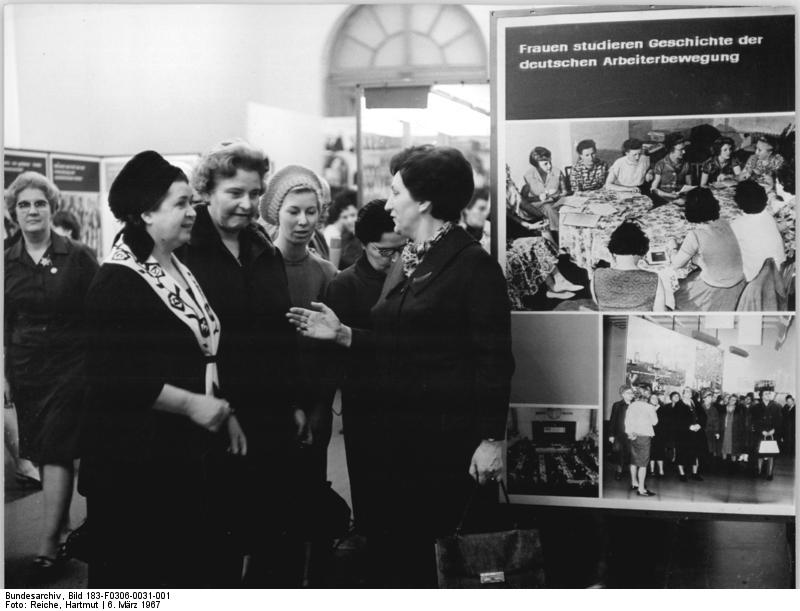
Ausstellungseröffnung „20 Jahre Demokratischer Frauenbund Deutschlands“

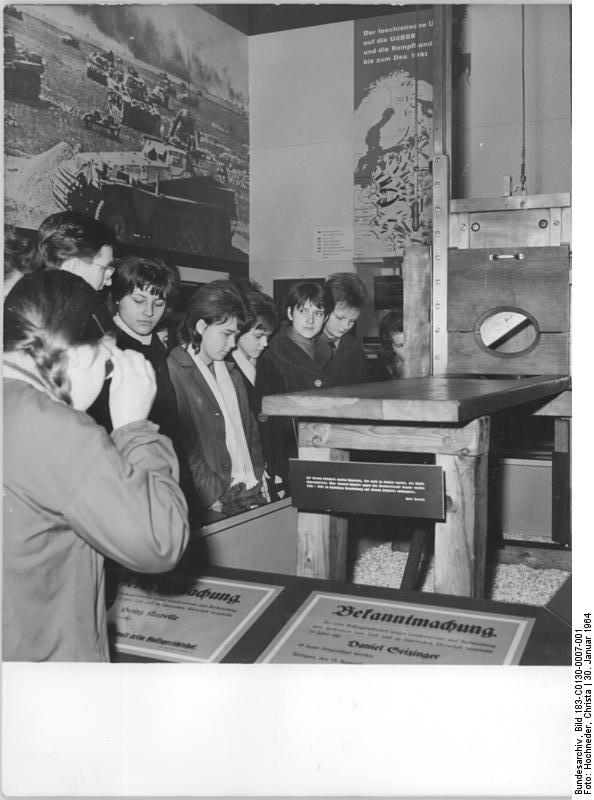
Jugendstunde im Museum für Deutsche Geschichte während der Ausstellung „Deutschland von 1933–1945“ im Jahr 1964

Das Museum für Deutsche Geschichte (Abkürzung MfDG) war das zentrale historische Museum der DDR. Es bestand von 1952 bis 1990.

## Gründung
Die Pläne für ein historisches Museum gab es bereits zur Zeit der Gründung der DDR. Die offizielle Gründung geht auf das 7. Plenum des ZK der SED zurück. Dieses forderte am 20. Oktober 1951 den Aufbau eines Museums für deutsche Geschichte. Ziel sollte die „Aufklärung der Bevölkerung und insbesondere der Jugend sein.“ Die ersten inhaltlichen Konzepte erstellte der Historiker Eduard Ullmann, wissenschaftlicher Sekretär am Marx-Engels-Lenin-Institut.
Gegründet wurde die Institution am 18. Januar 1952 in Ostberlin. Eröffnet wurde die erste Ausstellung am 5. Juli 1952 zunächst im Gebäude der ehemaligen Wirtschaftsschule Clara-Zetkin-Straße 26, weil das als Standort vorgesehene Zeughaus sich noch im Wiederaufbau befand. Nach dessen Fertigstellung zog das Museum dorthin um und wurde im März 1953 eröffnet.

## Dauerausstellung
Die Dauerausstellung entstand im Wesentlichen in den 1950er Jahren. Zeitweise waren 85 Historiker, Kuratoren und Konservatoren mit dem Aufbau der Ausstellung beschäftigt. Alle Funktions- und Abteilungsleiter gehörten der SED an. Unter starkem Zeitdruck wurde die Ausstellung gestaltet. Am Eröffnungstag war lediglich die Zeit bis 1848 fertig, der Rest folgte bis 1953. 1981 erfolgte eine inhaltliche und optische Neugestaltung. Die ausstellungsgestalterische Leitung hatte Rolf Hartmann. Dabei blieb der Grundcharakter der Ausstellung erhalten. Im Jahr 1981 wurde der Teil „von der Urgeschichte bis zur Befreiung vom Faschismus“ und 1984 der Teil zur Geschichte der DDR neu präsentiert.
Das Museum interpretierte die deutsche Geschichte im Sinne der marxistischen Geschichtswissenschaft als Geschichte der Klassenkämpfe. Dabei wurde die deutsche Geschichte in sieben Abteilungen aufgeteilt. Sie zeigte Texte und Objekte von der „Urgesellschaft“, der Zeit des Feudalismus, der Zeit von 1789 bis 1917, die Jahre 1917 bis  1945 bis hin zum „sozialistischen Vaterland DDR.“ Schwerpunkte bildeten neben der allgemeinen Geschichte auch die Geschichte der deutschen Arbeiterbewegung. Letztlich lief das Geschichtsbild auf die Gründung der DDR als „sozialistische Republik“ als den Zielpunkt der deutschen Geschichte hinaus. Allerdings hielt die Ausstellung auch weiterhin an einem gesamtdeutschen Anspruch fest. Die Sammlung umfasste mehrere 100.000 Exponate. Gegen Ende der 1960er Jahre wurde die Hauptausstellung nur leicht den veränderten Zeitbedingungen angepasst. 

## Sonderausstellungen
Daneben zeigte das Museum wechselnde Sonderausstellungen. Große Ausstellungen wurden etwa anlässlich des Karl-Marx-Jahres 1953, zum Thema „Deutsche Stadt im Mittelalter“ im Jahr 1956 oder zum Jubiläum 10 Jahre DDR im Jahr 1959 eröffnet. Es folgten Ausstellungen 1973 zum „Sturmjahr 1848“ und 1975 zum Jahrestag des Deutschen Bauernkrieges. Weitere Sonderausstellungen waren „Waffen und Uniformen der Geschichte“ anlässlich der Rückgabe der beschlagnahmten Waffenbestände durch die Sowjetunion oder „W. I. Lenin und die deutsche Arbeiterbewegung.“
Noch stärker als die Dauerausstellung sollten die Sonderausstellungen politisch im Sinne der DDR-Führung wirken. Dabei waren die Sonderausstellungen bis in die 1970er Jahre auf die Darstellung der gesamtdeutschen fortschrittlichen Traditionen ausgerichtet. Seit den 1980er Jahren nahm eine eher „internationalistische“ Perspektive zu. Diese interpretierte die deutsche Geschichte im Zusammenhang mit internationalen Entwicklung des Sozialismus. Bedeutend für den Wandel des Geschichtsbildes in der DDR auch zu nichtsozialistischen Aspekten war die Ausstellung „Martin Luther und seine Zeit“ von 1983.
Bis 1987 wurden 95 Sonderausstellungen konzipiert. Außerdem wurden 107 Sonderausstellungen für das Ausland erarbeitet und 140 Wanderausstellungen, die in der DDR und im Ausland gezeigt wurden, zusammengestellt.

## Leitung
Erster Direktor des Museums war Alfred Meusel. Sein Stellvertreter war Eduard Ullmann. Ihm folgte von 1963 bis 1967 Walter Nimtz. Danach leitete Wolfgang Herbst das Museum. Alle gehörten der SED an. Ein wissenschaftlicher Rat sollte dafür Sorge tragen, dass die Ausstellung sich stets am marxistisch-leninistischen Geschichtsbild orientiert.

## Das Ende
Nach der Wende wurde das Museum auf Beschluss des Ministerrates der DDR 1990 geschlossen. Die Bestände gingen an das Deutsche Historische Museum über, das auch das Zeughaus als Sitz übernahm. Dazu gehörten auch die Exponate des Ofen- und Keramikmuseum Velten, welche von 1970 bis 1994 ausgelagert waren.